# Tricolia kochii
Tricolia kochii is een slakkensoort uit de familie van de Phasianellidae. De wetenschappelijke naam van de soort is voor het eerst geldig gepubliceerd in 1848 door Philippi.